# Козлов, Владимир Денисович
Владимир Денисович Козлов (19 января 1943, Тбилиси) — советский государственный и партийный деятель, 1-й секретарь Таганрогского горкома КПСС (1985—1987), 1-й секретарь Ростовского горкома КПСС (1988—1991), делегат XXVII съезда КПСС.

## Биография
Родился 19 января 1943 года в Тбилиси. В 1962 году поступил на вечернее отделение Ростовского института сельхозмашиностроения, но был призван в армию. Демобилизовавшись в 1965 году, вернулся в Ростов-на-Дону, где работал молотобойцем, кузнецом, мастером на заводе «Отделстрой». С 1969 года работал на разных заводах Ростова-на-Дону по различным специальностям. В 1971 году окончил институт, получив специальность инженера-механика сварочного производства. С 1970 по 1973 год работает инженером, старшим инженером, зав. сектором Всесоюзного проектно-конструкторского технологического института атомного машиностроения и котлостроения в Ростове-на-Дону. 
С 1973 года на партийной работе в Ростове-на-Дону: инструктор орготдела Ленинского РК КПСС, инструктор орготдела Ростовского РК КПСС, зав. промышленно-транспортным отделом Ленинского РК КПСС, второй секретарь Ленинского РК КПСС, председатель исполкома Ленинского районного Совета, первый секретарь Ленинского РК КПСС, зав. отделом сельхозмашиностроения Ростовского обкома КПСС.
С 1985 по 1987 год занимал должность первого секретаря Таганрогского горкома КПСС.
С 1987 по 1988 год работал инструктором отдела оргпартработы ЦК КПСС.
С 1988 по 1991 год — 1-й секретарь Ростовского горкома КПСС.
С 1991 года работал заместителем зав. отдела ЦК КПСС РСФСР.
Награждён орденом Дружбы народов и медалью.